# Чатем-Кент
Чатем-Кент (англ. Chatham-Kent) — муниципалитет в Юго-Западном Онтарио, Канада. В состав муниципалитета входят: Чатем, Уоллисберг, Тилбери, Бленим, Риджтаун, Уитли, Дрезден. Нынешний муниципалитет Чатем-Кент был создан в 1998 году путём слияния графства Кент и его муниципалитетов.

## История

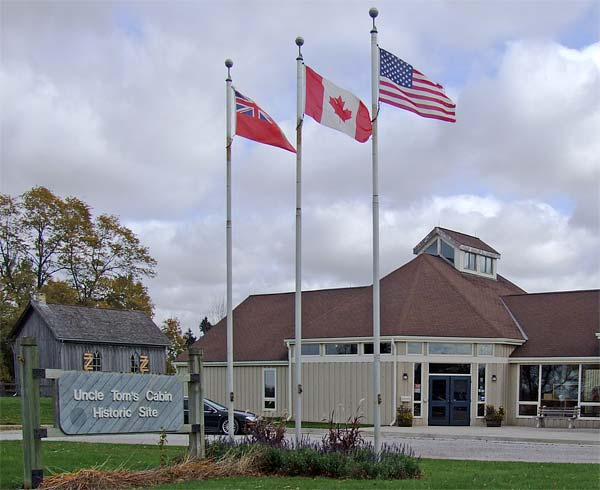
Хижина дяди Тома, Дрезден

Город был назван в честь графа Четэм (старшего). Город был построен как военно-морская верфь. В Англии название Chatham произошло от британского корня ceto и древнеанглийского ham, что означает «лесное поселение». После Американской революции и Гнаденхюттенской резни группа индейцев манси поселилась на территории современного Моравиантауна. В Англо-американской войне произошла битва между Моравиантаунном и Темсвиллом 5 октября 1813 года.
В XIX веке этот район был частью подземной железной дороги. В 1841 году Джосайа Хенсон основал близ Дрездена Хижину дяди Тома, в качестве убежища для многих рабов, бежавших в Канаду из Соединенных Штатов Америки. Сейчас хижина является музеем. Джон Браун, аболиционист, планировал Нападение на арсенал в Харперс-Ферри в Чатеме и вербовал местных мужчин для участия в рейде. Он провел в Чатеме конституционный съезд в Норт-Бакстон. Он также сыграл важную роль в подземной железной дороге. К 1850-м годам город Чатем стал называться «чёрной Меккой Канады» (англ. Black Mecca of Canada). Музей в городе до сих пор носит это название. Чатем был домом для нескольких чёрных церквей и бизнеса, причём чёрные канадцы составляли 1/3 населения города и контролировали значительную часть политической власти города. В соседних Дрездене и Норт-Бакстоне также проживали тысячи чернокожих землевладельцев. Однако после отмены рабства в США многие чернокожие семьи покинули этот район, переехав в Соединенные Штаты Америки. Сегодня в город Чатем проживают 3,3 % черных, а в Чатем-Кент — 2,1 %. Немногие из принадлежащих чёрным учреждений все ещё функционируют.
В 1846 году население Чатема составляло около 1500 человек. В 1846 году в Чатеме было четыре церкви, театр и крикетный клуб. Также там выходила еженедельная газета. В Чатеме было много торговцев, литейный цех, два банка, три школы, таверна и библиотека, где можно было читать книги и газеты. К 1869 году население этого промышленного района с несколькими заводами, литейными и пивоваренными заводами составляло 3000 человек. На пароходе можно было добраться до Виндзора и Детройта. Там было одно отделение банка.
В период с 1906 по 1909 год город был домом для компании Chatham Motor Car Company, а с 1919 по 1921 год — Denby Motor Truck Company of Canada. Там же располагался завод по производству паровых пожарных машин Hyslop and Ronald. Данный завод должен был перейти к Chatham Motor Car. Также в городе разместились мясопакетчики O'Keefe and Drew.

## Демография
По данным переписи 2016 года в Чатем-Кент проживало 101 647 человек. Плотность населения составляет 41,4 чел./км².

### Расовая статистика[15]
- Белые: 92 %
- Негроиды: 2,1 %
- Индейцы: 2 %
- Метисы: 1,5 %
- Монголоиды: 0,6 %
- Прочие: 1,8 %

### Этнокультурная статистика
Для всех групп, которые составляют не менее 1 % населения человек может сообщить о более чем одном этническом происхождении.
- Канадцы: 34,7 %
- Англичане: 32,9 %
- Французы: 21,9 %
- Шотландцы: 20,2 %
- Ирландцы: 19,1 %
- Немцы: 12,2 %
- Голландцы: 11,1 %
- Бельгийцы: 5,9 %
- Индейцы: 3,1 %
- Итальянцы: 2,1 %
- Африканцы: 2,1 %
- Поляки: 2,1 %
- Украинцы: 2,0 %
- Валлийцы: 1,5 %
- Чехи: 1,4 %
- Метисы: 1,2 %
- Американцы: 1,2 %
- Венгры: 1,2 %
- Португальцы: 1,2 %
- Мексиканцы: 1,0 %

### Языки
Хотя большая часть населения Чатем-Кента говорит по-английски, некоторые из его общин и католических приходов были заселены франкоязычными фермерами в середине XIX века. К ним относятся Пейн Курт, Тилбури и Гранд Пуант, где по-прежнему говорит на французском языке значительная часть населения. В соответствии с законом Онтарио об услугах на французском языке эти общины являются районами обслуживания на французском языке.
Приблизительно 8500 жителей Чатем-Кента имеют французский язык в качестве родного, а 1500 в качестве второго языка. Графство Эссекс также имеет относительно большое франкоязычное население, особенно в муниципалитете Лейкшор. Вместе округа Чатем-Кент и Эссекс составляют одну из концентраций франкоонтарийцев в провинции Онтарио.
В муниципалитете существуют как начальные, так и средние франкоязычные школы. Французская культурная организация La Girouette (в переводе с французского «флюгер»), базирующаяся в Пан Кур, пропагандирует франко-канадскую культуру и язык в этом районе.
Статистика официальных языков:
- Английский язык: 92,2 %
- Французский язык (без знания английского языка): <0,1 %
- Английский и Французский языки: 7,2 %
- Прочие языки: 0,5 %